# Биддульф, Роберт
Генерал Сэр Роберт Биддульф (англ. Sir Robert Biddulph) —  генерал-квартирмейстер вооружённых сил Великобритании.

## Военная карьера
Обучался в Твайфордской школе и Королевской военной академии в Вулидже, в 1853 году Биддульф был офицером на комиссии в Королевском полке артиллерии. Он участвовал в Крымской войне, присутствовал при осаде Севастополя в 1854 году. Во время осады Лакхнау в 1857 году он был начальником бригады.
В 1871 году Биддульф был выбран помощником генерал-адъютанта в Военном министерстве Великобритании, затем в 1879 году он сменил сэра Гарнета Вулзли на посту верховного комиссара и главнокомандующего Кипра. В 1886 году он возвратился в Лондон, чтобы занять пост генерал-инспектора вербовки, два года спустя Биддульф стал генеральным директором военного образования. В 1893 году короткое время он занимал пост генерал-квартирмейстера. Позже, в этом же году, был назначен губернатором Гибралтара.
Его последним назначением, в 1904 году, было назначение на пост Army Purchase Commissioner: будучи в этой должности, Биддульф отменил покупку чинов.
Ворота Биддульфа в Фамагусте названы в его честь.

## Семья
В 1864 году он женился на Софии Ламберт. У них было четыре сына и шесть дочерей.